# Lophogaster multispinosus
Lophogaster multispinosus is een kreeftachtigensoort uit de familie van de Lophogastridae. De wetenschappelijke naam van de soort is voor het eerst geldig gepubliceerd in 1940 door Fage.